# سایبریزن
سایبریزن (انگلیسی: Cybereason) شرکت فناوری اطلاعات آمریکایی است، که در سال ۲۰۱۲ تأسیس شد.